# Toledopakten
Toledopakten (spanska:  Pacto de Toledo) var en ambitiös reform av det spanska socialförsäkringssystemet som godkändes av det  spanska parlamentet den 6 april 1995 och syftade till att effektivisera och garantera den sociala tryggheten i Spanien. Bakgrunden till reformen var en rad rekommendationer från Världsbanken 1987 och Jacques Delors vitbok 1993.